# Xoay (cây)
Xoay hay còn gọi xay, lá mét, nhoi, nai sai mét, kiền kiền (danh pháp hai phần: Dialium cochichinensis) là loài thực vật có hoa thuộc phân họ Vang (Caesanpinidae) của họ Đậu (Fabaceae).
Gỗ xoay là thứ gỗ nặng, cứng, thuộc nhóm gỗ 2 (theo quy định của Việt Nam), trong dân gian xếp vào nhóm mục thiết cùng với các loại gỗ như: đinh, lim, sến, táu, trai v.v. Gỗ cây này thường được dùng trong xây dựng, đóng các loại đồ dùng cần sự bền cứng, chống mối mọt.
Hiện tại phân bố của loài này ngày càng bị thu hẹp vì lợi ích kinh tế của gỗ, cần có biện pháp bảo vệ.